# Maxillaria speciosa
Maxillaria speciosa är en orkidéart som beskrevs av Heinrich Gustav Reichenbach. Maxillaria speciosa ingår i släktet Maxillaria och familjen orkidéer. Inga underarter finns listade i Catalogue of Life.